# (1664) Félix
Pour les articles homonymes, voir Félix.
(1664) Félix (désignation internationale (1664) Felix) est un astéroïde découvert le 4 février 1929 à l'Observatoire royal de Belgique à Uccle par l'astronome belge, Eugène Joseph Delporte.
 Il doit son nom au peintre et écrivain belge d'expression néerlandaise Félix Timmermans (1886-1947). Sa désignation provisoire était 1929 CD.
Un schéma de l'orbite de cet astéroïde et de l'astéroïde (3064) Zimmer figure dans une représentation du système solaire installée sur la petite place devant la tour Zimmer à Lierre en Belgique. Cette tour, nommée d'après l'horloger et astronome amateur Louis Zimmer, abrite un musée de l'astronomie et des mécanismes horlogers, ainsi qu'une horloge astronomique.